# Charles Adrien Casimir Barbier de Meynard

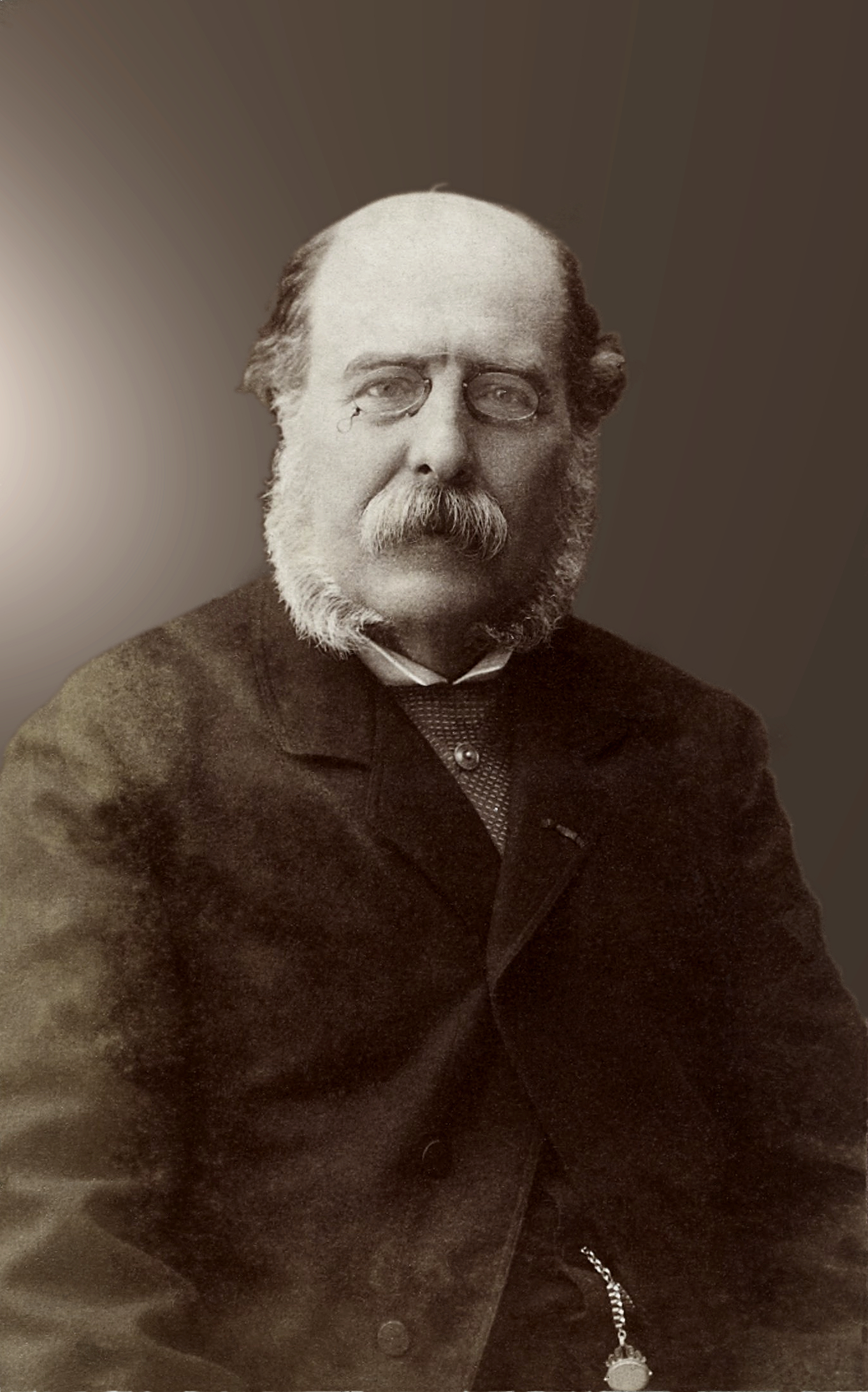
Charles Barbier de Meynard

Charles Adrien Casimir Barbier de Meynard (ur. 6 lutego 1826, zm. 31 marca 1908) – francuski językoznawca orientalista.
Jako urzędnik we francuskim Ministerstwie Spraw Zagranicznych objął w 1852 stanowisko attaché w Jerozolimie. Dwa lata później pracował w Teheranie jako tłumacz, a 1863 otrzymał profesurę języka osmańskotureckiego w paryskiej Narodowej Szkole Żywych Języków Orientalnych, której dyrektorem został w 1898.
W dorobku swoim Barbier de Meynard miał szereg prac orientalistycznych, zwłaszcza dotyczących Iranu. Największą sławę zapewnił mu słownik języka tureckiego Supplément aux dictionnaires publiés jusqu'à ce jour, w dwóch tomach (Paryż 1881, 786 stron, Paryż 1886, 898 stron; przedruk: Amsterdam 1971), w którym wykorzystał doskonały słownik osmański Lehçe-i Osmanî, napisany przez Ahmeta Vefika Paszę, a także (pozostający w rękopisie) dwutomowy słownik francusko-turecki (tom 1: 1034 strony; tom 2: 986 stron) sporządzony przez misjonarza francuskiego, Antoine'a Arcère'a (zm. 1699), w ciągu jego 30-letniej misji w Turcji.
Od 1895 był członkiem zagranicznym Królewskiej Holenderskiej Akademii Sztuk i Nauk.